# Фарби для писанок

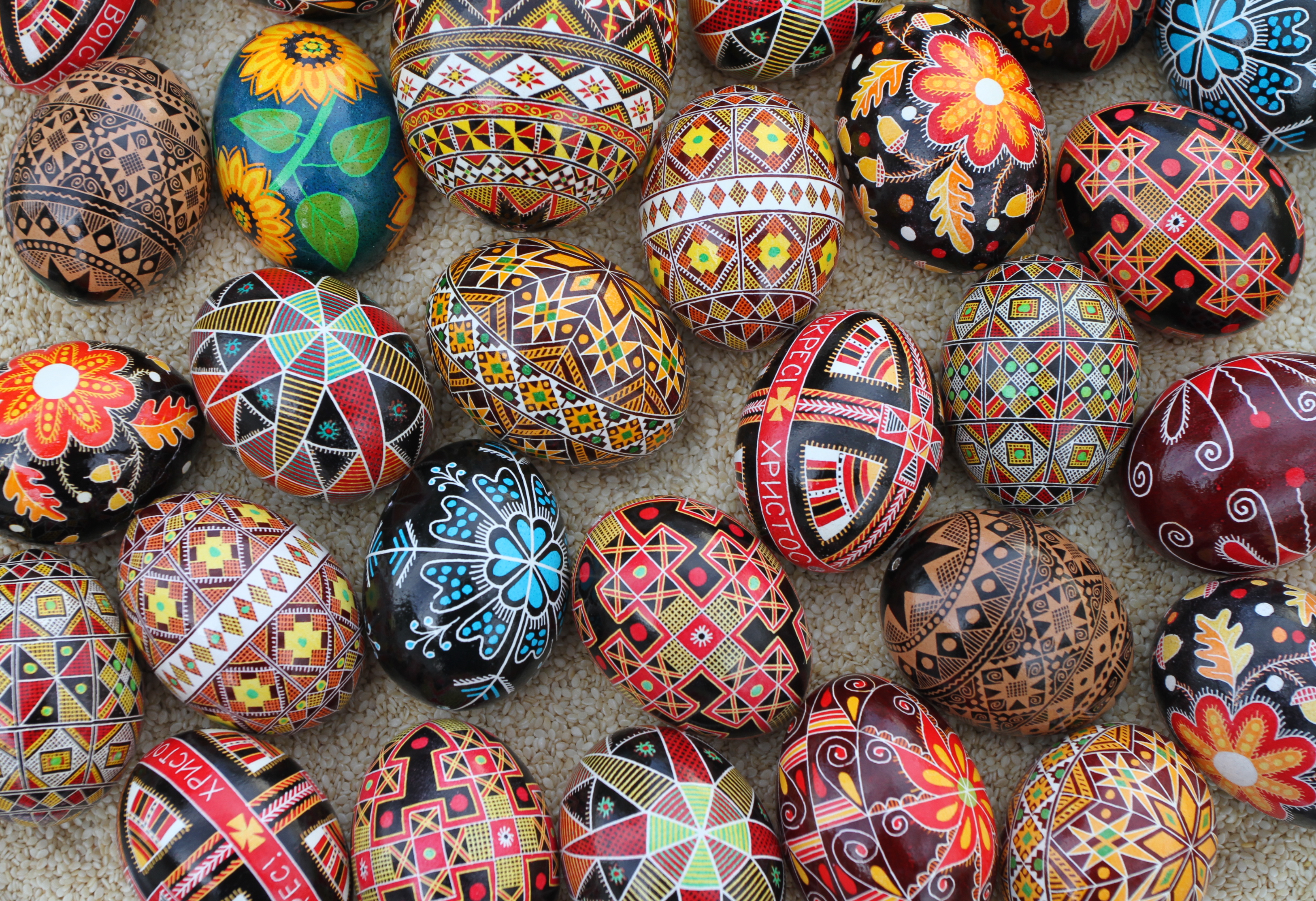
Різноманіття кольорів української писанки

Фарби для писанок — фарби, що використовується при виготовленні писанок, а також інших видів великодніх яєць — крапанок, дряпанок і крашанок. Традиційно писанки зафарбовували природними барвниками рослинного походження (трави, корені, кора дерев). З часом почали використовувати також синтетичні фарби, промислові харчові барвники.

## Традиційні рослинні барвники
У народній традиції протягом століть для розпису яєць використовувалися барвники природного походження, отримані з рослинної сировини. Деякі з таких фарб мають власні назви. Наприклад, «яблінкою» і «жовтилом» називали жовту фарбу, отриману з відвару кори яблуні-дички. Червону фарбу, отриману з запарених гарячою водою трісочок червоного або сандалового дерева, привезеного українськими емігрантами з Бразилії, називали «бразолією».
Для кращого зафарбовування до природних барвників додають галун. Алюмінієвий галун при цьому не змінює колір фарби, лише робить його яскравішим, а залізний дає темні кольори. Перевагою природних фарб з галунами є стійкість кольору до дії світла.
З відварів різноманітних рослин можна отримати наступні кольори:
Червоний
- Звіробій звичайний
- Корінь марени фарбувальної.

Жовтий
- Дрік красильний (квітучі пагони) без галуну або з алюмінієвим галуном (яскравий колір);
- Гірчак зміїний без галуну або з алюмінієвим галуном (колір не такий чистий, як з дроку);
- Череда з алюмінієвим галуном;
- Кора крушини з алюмінієвим галуном (брудно-жовтий);
- Хвощ польовий з алюмінієвим галуном (сіро-жовтий);
- Гречана солома.

Коричневий
- Дрік красильний (квітучі пагони) із залізним галуном;
- Череда із залізним галуном;
- Висушені зелені шкаралупи волоських горіхів (необхідне виварювання яєць разом із горіховими шкаралупами, тому вони придатні лише для зафарбовування дряпанок).

Червоно-коричневий
- Кора вільхи з алюмінієвим галуном.

Зелено-коричневий
- Собача кропива із залізним галуном.

Темно-коричневий із зеленуватим відтінком
- Кора крушини із залізним галуном.

Бурий
- Гречана полова.

Зелений
- Полова конопляного насіння;
- Полин гіркий, материнка, собача кропива з алюмінієвим галуном.

Темно-зелений
- Полин гіркий або материнка із залізним галуном;
- Сухоцвіт лісовий з алюмінієвим галуном.

Сірий
- Ягоди бузини з алюмінієвим галуном.

Чорний
- Лушпиння соняшника;
- Кора вільхи із залізним галуном.

## Синтетичні барвники
Використання природних барвників вимагає доволі тривалого фарбування писанок (від декількох годин до доби), та й заготівля і зберігання сировини вимагають зусиль, тому з винайденням синтетичних барвників їх почали використовувати і в писанкарстві. Зокрема, завдяки яскравим насиченим кольорам та швидкому зафарбовуванню, поширення набули анілінові барвники для фарбування вовни. Втім, ці барвники руйнуються під дією світла, тому зафарбовані ними писанки слід оберігати від прямих сонячних променів. Також анілінові фарби шкідливі для здоров'я. Зафарбовані ними крашанки мають суто декоративне значення, їх не можна вживати до їжі. Промислово випускаються спеціальні набори фарб для писанок, куди можуть входити як звичайні синтетичні барвники, так і харчові.

## Приготування і використання
Для приготування рослинних фарб та розчинення синтетичних барвників краще брати м'яку воду (дощову чи з потічка, талу, прокип'ячену), бо колодязна і водопровідна вода зазвичай мають вищий вміст солей, що погіршує зафарбовування.
Відвар із залитих невеликою кількістю води рослин готують на водяній бані протягом 30 хвилин, охолоджують і проціджують. Галун слід розчиняти в окропі окремо і додавати до вже процідженого відвару, слідкуючи, щоб у фарбу не потрапили недорозчинені кристалики солі, від яких на писанках утворюватимуться плями.
Оптимальна температура використання фарб для писанок і крапанок — кімнатна, 20—25°С. Фарби меншої температури гірше лягають на поверхню яйця, а вища температура може пошкодити виконаний воском малюнок, особливо тонкі деталі. Крашанки і дряпанки не мають такого обмеження, тому їх можна виварювати разом із рослинною сировиною.

## Мальованки
Окремо від згаданих вище традиційних великодніх яєць стоять мальованки — яйця, розписані за допомогою пензлика звичайними фарбами для малювання (акварельними, гуашевими і подібними), переважно рослинними мотивами. Ця техніка часто використовується при роботі з дітьми. Щоби акварель чи гуаш після висихання не розмазувалися, до них потрібно додати клей ПВА або яєчний жовток. Акрилові фарби не мають такого недоліка.